# OpenSkies
OpenSkies war eine französische Fluggesellschaft mit Sitz in Rungis und Basis auf dem Flughafen Paris-Orly in Frankreich. Sie war ein Tochterunternehmen der British Airways und damit Teil der International Airlines Group und führte für Level Transatlantikflüge von Paris aus durch.

## Geschichte
Die ersten Planungen der British Airways für OpenSkies liefen unter dem Namen Project Lauren. British Airways wollte das überhöhte Verkehrsaufkommen an ihrem Drehkreuz London-Heathrow für Flüge von Europa in die USA verringern. Dies war nur durch Flugverbindungen von anderen Städten in Europa und den USA möglich. Das im März 2008 abgeschlossene Open-Skies-Abkommen ermöglicht nun die Verbindung zwischen jedem EU- und US-Flughafen. 
BA European Limited erhielt eine United Kingdom Civil Aviation Authority Type A Operating Licence, die sie berechtigt, Passagiere, Fracht und Post mit Maschinen mit mehr als 20 Sitzplätzen zu befördern. Der Flugbetrieb begann am 19. Juni 2008 mit einer von British Airways übernommenen Boeing 757-200. Ebenfalls im Juli 2008 erwarb British Airways die französische Fluggesellschaft L’Avion für 54 Millionen britische Pfund, die Anfang 2009 vollständig in OpenSkies integriert wurde.
Ursprünglich plante die neue Fluggesellschaft nur reine Business-Class-Flüge für die Verbindung von Paris-Orly zum John F. Kennedy International Airport in New York City anzubieten. Noch vor dem ersten Flug wurde das Konzept jedoch geändert und es wurden drei Beförderungsklassen eingeführt (Economy, Premium Economy und Business). Die Änderung erfolgte aus der Erfahrung der zwischenzeitlich insolventen Gesellschaften MAXjet und Eos Airlines, die nur reine Business-Class-Flüge anboten. Bereits im Oktober 2008 wurde das Drei-Klassen-Konzept jedoch auf zwei Klassen reduziert, die seit März 2009 als Biz Bed und Biz Seat bezeichnet werden.
OpenSkies trat zum 1. Dezember 2012 der Luftfahrtallianz oneworld um British Airways als assoziierter Partner bei. Mitglieder des Vielfliegerprogramms Executive Club der British Airways können bei Flügen mit OpenSkies Meilen sammeln. Seit Ende 2011 flog OpenSkies als Teil der International Airlines Group im Codesharing mit American Airlines und Iberia.
OpenSkies hat den Betrieb Mitte 2018 eingestellt. Sie soll in der Fluggesellschaft Level aufgehen, welche ab Juli 2018 eine zweite Basis auf dem Flughafen Paris-Orly aufbaut.
Am 9. Juli 2020 wurde bekannt gegeben, dass Open Skies liquidiert wird.

## Flugziele
Die beiden einzigen Routen der OpenSkies führten zweimal täglich von Paris-Orly nach Newark bei New York City sowie zusätzlich einmal täglich zum dortigen John F. Kennedy International Airport und zurück. 
Die Flüge nach New York gingen ursprünglich nur zum John F. Kennedy International Airport, wurden jedoch im Januar 2010 nach Newark verlagert. Seit März 2013 wurde jedoch ergänzend zu den Flügen nach Newark auch New York-John F. Kennedy wieder angeflogen.
Eine weitere Verbindung von Amsterdam nach New York-John F. Kennedy wurde aufgrund mangelnder Auslastung zum 16. August 2009 wieder eingestellt. Im Oktober 2011 wurde auch die Strecke von Paris-Orly nach Washington-Dulles aus dem Programm genommen. Alle Routen sind im September 2018 eingestellt worden, um für LEVEL zu fliegen. 
Seit September 2018 führt OpenSkies für LEVEL von seiner Basis Paris-Orly Flüge nach Fort-de-France (Martinique), Montréal, Newark und Pointe-à-Pitre (Guadeloupe) durch.

## Flotte
Mit Stand Juli 2019 bestand die Flotte der Open Skies aus drei Flugzeugen mit einem Durchschnittsalter von 1,1 Jahren:
| Flugzeugtyp     | aktiv | bestellt | Anmerkungen         | Sitzplätze (Eco+/Eco) |
| --------------- | ----- | -------- | ------------------- | --------------------- |
| Airbus A330-200 | 3     |          | betrieben für Level | 314 (21/293)          |
| Gesamt          | 3     | –        |                     |                       |